# Элим (город)
Элим (англ. Elim, центрально-юпикский Neviarcaurluq) — город в зоне переписи населения Ном, штат Аляска, США.

## География
По данным Бюро переписи населения США площадь населённого пункта составляет 6,3 км², из них суша составляет 6,3 км², а водные поверхности — 0 км². Расположен на полуострове Сьюард, примерно в 154 км к востоку от Нома.

## Население
По данным переписи 2000 года население города составляло 313 человек. Расовый состав: коренные американцы — 92,65 %; белые — 5,11 %; представители двух и более рас — 2,24 %. Доля лиц в возрасте младше 18 лет — 41,9 %; лиц старше 65 лет — 6,7 %. Средний возраст населения — 24 года. На каждые 100 женщин приходится 131,9 мужчин; на каждые 100 женщин в возрасте старше 18 лет — 122,0 мужчин.
Из 84 домашних хозяйств в 60,7 % — воспитывали детей в возрасте до 18 лет, 57,1 % представляли собой совместно проживающие супружеские пары, 15,5 % — женщины без мужей, 16,7 % не имели семьи. 14,3 % от общего числа хозяйств на момент переписи жили самостоятельно, при этом 2,4 % составили одинокие пожилые люди в возрасте 65 лет и старше. В среднем домашнее хозяйство ведут 3,73 человек, а средний размер семьи — 4,16 человек.
Средний годовой доход на совместное хозяйство — $40 179; средний годовой доход на семью — $40 893.

## Транспорт
Город обслуживается аэропортом Элим.